# Aggebo Hegn
Aggebo Hegn er en af to sammenhængende skove vest for Græsted. Aggebo Hegn er den vestlige del af dette skovareal, mens den østlige del udgøres af Græsted Hegn.
Området har, i lighed med Valby Hegn, råvildt og en del fortidsminder. 
56°4′0″N 12°14′30″Ø / 56.06667°N 12.24167°Ø